# Bardo thodol

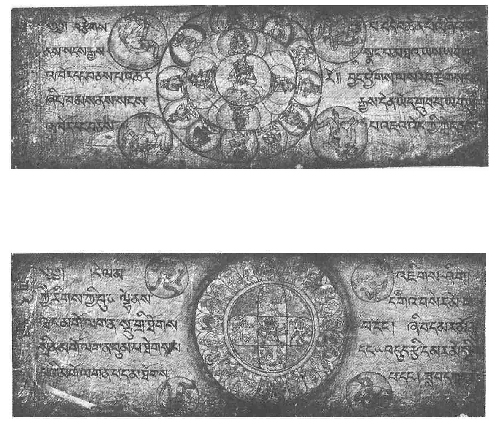
Del av Bardo Thodol

Bardo thodol (Tibetanska: བར་དོ་ཐོས་གྲོལ, Wylie: bar do thos grol) är en text från en större samling skrifter, den Djupa dharman av självbefrielse genom avsikten hos de vänliga och ovänliga, upptäckt av Karma Lingpa (1326–1386). Skriften är det mest kända verket av nyingmas termor och är känd i väst som Den tibetanska dödsboken.

## Etymologi
Tibetanska: བར་དོ་ཐོས་གྲོལ, Wylie: bar do thos grol, THL: Bardo Tödröl
- bar do, Sanskrit antarabhāva: "mellanstadium", "övergående stadium", "mittemellanstadium".
- thos grol: "frigörelse", som är synonymt med sanskritordet bodhi, "upplysning", "förståelse" vilket är synonymt med ordet nirvana.

## Bardo
I texten omnämns sex olika bardon:
- Livets bardo
- Drömmens bardo
- Meditationens bardo
- Dödsprocessens bardo
- Bardot efter döden
- Bardot av sökande efter en ny återfödelse

## Texten

### Ursprung och datering
Enligt den tibetanska traditionen komponerades Den stora frigörelsen genom hörande under 700-talet av Padmasambhava, nedskriven av hans huvudsakliga lärjunge, Yeshe Tsogyal. Texten blev sedan nedgrävd i Gampo-kullarna i centrala Tibet för att bli återfunna av den tibetanska tertönen Karma Lingpa under 1300-talet.

### Innehåll
I översättningen publicerad av Penguin Books 2006, översatt av Gyurme Dorje, innehåller boken följande delar:
1. Naturliga frigörelsen av sinnets natur: den förberedande yogan uppdelad i fyra delar: Innehåller flera förberedande utövningsformer. Denna text är vanlig att sjunga melodiskt i den tidiga morgonen före andra utövningsformer. När unga munkar gör sina sysslor på morgonen är det vanligt för dem att sjunga den första delen av denna dikt.[6]
2. En bön för förening med den andliga ledaren: naturlig frigörelse utan avsägelse av de tre gifterna Reciteras ofta efter att den förberedande dikten är reciterad, när utövare tänker på sin lama (lärare), eller när utövaren ska meditera.[7]
3. Grundläggande verser av de sex bardona innehåller en översiktlig bild av vad utövare bör göra i de sex bardona.[8]
4. Introduktion till medvetenhet: Naturlig frigörelse genom bar uppfattning innehåller en beskrivning av vad sinnet är för någonting, synonymer för sinnet, vanliga felaktiga uppfattningar om vad sinnet är, samt en beskrivning av buddhanaturen.[9]
5. Det andliga utövandet kallat 'naturlig frigörelse av sedvanliga tendenser' beskriver ett utövande som syftar till att få människor att känna igen olika gudar och buddhor, så att utövare kan känna igen dessa i dödens bardo och nå buddhaskap som följd av detta.[10]
6. Naturlig frigörelse av negativitet och mörkläggning genom den hundrafaldiga vördnaden till de heliga upplysta familjerna fortsätter på föregående texts tema, och uppmanar till fysisk prostration till var och en av de olika gudarna.[11]
7. Naturlig frigörelse genom handlingar av erkännande fortsätter på temat av de två tidigare texterna. Här beskrivs ett utövande där utövaren reciterar detta kapitel/denna text tillsammans med ett särskilt mantra, känner sig ångerfylld över alla tidigare negativa gärningar, och lovar att inte medvetet begå negativa gärningar igen.[12]
8. Naturlig frigörelse genom igenkänning av de visuella indikationerna och tecknen av döden innehåller en beskrivning av olika tecken som visar sig när döden närmar sig. Dessa kan vara både fysiska tecken, samt tecken som bara kan ses av vissa lärda personer, eller som följd av särskilda ritualer.[13]
9. Naturlig frigörelse av rädsla genom det rituella förhindrandet av döden beskriver ett antal ritualer som kan utföras för att döden i vissa fall ska undvikas, om de tecken som nämndes i föregående text visar sig. Om tecknen för en nära död består trots ritualerna, sägs dock döden vara säker. En generell rit beskrivs, som är vanligt använd i Tibet. Ett antal specifika riter relaterade till de olika tecknen beskrivs också, men dessa är inte lika vanliga.[14]
10. Medvetenhetsöverföring: Naturlig frigörelse genom ihågkommande beskriver hur phowa ska utföras.[15]
11. Den stora frigörelsen genom hörande beskriver först vad en lama gör när någon är mycket nära döden. Bland annat beskrivs vilka ritualer som används, vilka mantran som reciteras, och vad som görs beroende på den döendes/dödes situation.  Sedan beskriver texten att först och främst för varelser sikta mot upplysning i detta liv. Om detta misslyckas, bör phowa användas, och om detta misslyckas, finns det i detta kapitel instruktioner för vad som ska reciteras för att öka möjligheten för den döde att bli upplyst i de olika bardona efter döden. Om även detta misslyckas, finns det ytterligare beskrivningar för vad som händer med den döde, och vad som kan reciteras till den döde för att hjälpa denne.[16]
12. Strävande böner innehåller flera olika böner som rekommenderas för döende personer att recitera. Om inte den döende själv gör detta, bör en lama göra det istället. Detta bör ske före recitationen av innehållet i den stora frigörelsen genom hörande.[17]
13. Ett maskerat drama av återfödelse innehåller ett vanligt drama som visar hur det går för en människa som gjort onda gärningar och hur det går för en dygdefull människa, när dessa två möter Yama i bardot efter döden.[18]
14. Frigörelse genom bärande: naturlig frigörelse av de psykofysiska aggregaten innehåller en rad instruktioner som kan leda till upplysning utan att personen som följer dessa utövat vajrayana. En av dessa instruktioner är att: bära en amulett med ett mantra på när döden kommer. Texten läses ofta direkt efter att innehållet i den stora frigörelsen genom hörande lästs.[19]

## Översättningar

### Evans-WentzsThe Tibetan Book of the Dead
Bar do thos grol är känd i väst som den tibetanska dödsboken, en titel populariserad av Walter Evans-Wentz version. Denna titel på verket är dock i stort sett okänd i Tibet Den tibetanska dödsboken publicerades först år 1927 av Oxford University Press. Dr. Walter Y. Evans-Wentz valde denna titel eftersom han ansåg sig hitta paralleller mellan denna bok och den egyptiska dödsboken.
Enligt John Myrdhin Reynolds introducerade Evans-Wentzs version ett antal missförstånd om dzogchen.

### Andra översättningar
- Fremantle, Francesca & Chögyam Trungpa (1975) The Tibetan Book of the Dead: The Great Liberation through Hearing in the Bardo by Guru Rinpoche according to Karma Lingpa. Boulder: Shambhala ISBN 0-394-73064-X, ISBN 1-59030-059-9 (publicerad igen år 2003)
- Thurman, Robert (1994) The Tibetan Book of the Dead, as popularly known in the West; known in Tibet as "The Great Book of Natural Liberation Through Understanding in the Between"; komponerad av Padmasambhava; uppräckt av Karma Lingpa; förord av Dalai Lama. London: Harper Collins ISBN 1-85538-412-4
- Gyurme Dorje, Coleman, Graham, Thupten Jinpa (2005) Tibetan Book Of The Dead: First Complete Translation London: Penguin Books ISBN 978-0-14-045529-8.
- Evans-Wentz Walter Yeeling, Dawa-Samdup Kazi, Roland Adlerberth (1995) Den tibetanska dödsboken eller Upplevelserna efter döden på Bardo-planet Berghs ISBN 9789150209228